# Udo Beier
Udo Beier (* 23. Mai 1943 in Küstrin) ist ein deutscher Haushaltswissenschaftler.

## Leben
Nach der Promotion 1971 zum Dr. rer. pol. bei Hans Herrmann Weber an der TU Berlin war er von 1975 bis 2008 Professor für Haushaltswissenschaften an der Universität Hamburg. Nach der Habilitation 1976 wechselte er 1993 vom Fachbereich Erziehungswissenschaften in den Fachbereich Chemie. Von 1993 bis 2008 war er geschäftsführender Direktor des Institutes für Gewerblich-Technische Wissenschaften der Universität Hamburg.

## Schriften (Auswahl)
- Kaufentscheidungen beschränkt rational handelnder Konsumenten. Ein Ansatz zur Ableitung des Wahlhandlungsbereichs. Meisenheim am Glan 1974, ISBN 3-445-01114-1.
- Inhalte der Lebensmittelwerbung. Eine Untersuchung des Beitrages der Anzeigenwerbung zur Erhöhung der Qualitätstransparenz der Verbraucher. Baltmannsweiler 1981, ISBN 3-87116-213-2.
- Der fehlgeleitete Konsum. Eine ökologische Kritik am Verbraucherverhalten. Frankfurt am Main 1993, ISBN 3-596-11683-X.